# Bronisław Radowski
Bronisław Radowski, do 14 kwietnia 1919 Bronisław Rapaport (ur. 11 września 1891 w Kielcach, zm. 12 września 1941 w Edynburgu) – polski prawnik, urzędnik konsularny, przedsiębiorca i wojskowy.

## Życiorys
Syn Ludwika Rapaport i Anna zd. Reicher. Studiował prawo na Uniwersytecie Jagiellońskim, który ukończył z tytułem doktora praw. W polskiej służbie zagranicznej od 1925; m.in. był konsulem w Bytomiu (1925), w Berlinie (1927), we Wrocławiu (1927-1929). Pełnił funkcję dyrektora wielu podmiotów gospodarczych, m.in. firmy Silarbor Przemysł Drzewny S.A. w Tarnowskich Górach (1931), następnie w Katowicach, która była notowana wśród żydowskich podmiotów gospodarczych, dyrektorem generalnym Katowickiej Spółki Akcyjnej dla Górnictwa i Hutnictwa oraz Górnośląskich Zjednoczonych Hut „Królewska i Laura”, członkiem rady nadzorczej Zjednoczonych Zakładów Górniczo-Hutniczych „Modrzejów-Hantke” SA w Sosnowcu (1935). Społecznie był członkiem Instytutu Śląskiego w Katowicach (1935-1936). W 1937 był inwestorem kamienicy mieszkalnej w stylu funkcjonalizmu (proj. Karol Schayer) w al. Wojciecha Korfantego 60 w Katowicach.
Brał udział w działaniach Polskich Sił Zbrojnych na Zachodzie, ostatnio w stopniu kpt. rez. artylerii. Stacjonował, a praktycznie był internowany, w Stacji Zbornej Oficerów Rothesay na wyspie Bute. Został pochowany na cmentarzu Jeanfield w Perth w Szkocji.